# A Suprema Felicidade
A Suprema Felicidade é um filme brasileiro dirigido por Arnaldo Jabor e distribuído pela Paramount Pictures. Estreou em 29 de outubro de 2010, marcando o retorno do cineasta à produção de longas metragens após 26 anos afastado do formato.
O filme apresenta música de Cristovão Bastos e foi patrocinado, entre outros, pela indústria de cigarros Souza Cruz.

## Elenco
| Ator                 | Papel                    |
| -------------------- | ------------------------ |
| Jayme Matarazzo      | Paulo aos 19 anos        |
| Marco Nanini         | Avô Noel                 |
| Michel Joelsas       | Paulo aos 13 anos        |
| Caio Manhente        | Paulo aos 8 anos         |
| Tammy Di Calafiori   | Marilyn                  |
| Mariana Lima         | Sofia                    |
| Dan Stulbach         | Marco                    |
| Elke Maravilha       | Avó de Paulo             |
| Maria Flor           | Deise                    |
| César Cardadeiro     | Cabeção aos 18 anos      |
| Maria Luísa Mendonça | Madame da Boate          |
| João Miguel          | Bené                     |
| Emiliano Queiroz     | Joaquim                  |
| Ary Fontoura         | Padre #1                 |
| Jorge Loredo         | Padre #2                 |
| Majô de Castro       | Prostituta Navalhada     |
| Roney Villela        | Cafetão Navalha          |
| Diogo Brandão        | Broca                    |
| Claudio Mendes       | Alfredinho               |
| Matheus Varize       | Cabeção aos 13 anos      |
| Ataíde Arcoverde     | Mata Mosquito            |
| Uirandê Holanda      | Cafetão Bichinha         |
| Hadha Vaz            | Prostituta da Cozinha    |
| Ana Carolina Costa   | Amiga dos Pipoqueiros #1 |
| Maurício Tavares     | Figurante da direita     |
| Cíntia Rosa          | Amiga dos Pipoqueiros #2 |
| Bianca Bernaldo      | Amiga dos Pipoqueiros #3 |
| Camila Amado         | Vidente Dinorah          |

## Recepção
Roberto Cunha em sua crítica para o AdoroCinema avaliou o filme como "muito ruim", escrevendo: "O fato é que A Suprema Felicidade pode ser uma grande tristeza para muita gente que apostava neste retorno. E pode mesmo. A explicação está na verdadeira colcha de retalhos que o longa se transformou, costurando fases da vida do personagem Paulinho."

## Prêmios
Prêmio Cinematografia ABC
- Melhor Direção de Arte - Tulé Peak (Venceu)[4]
- Melhor Edição - Leticia Giffoni  (Indicado)

Grande Prêmio Cinema Brasil
- Melhor Fotografía - Lauro Escorel (Indicado)
- Melhor Trilha Sonora - Cristóvão Bastos (Indicado)
- Melhor Atriz Coadjuvante - Elke Maravilha (Indicada)

Prêmio Contigo! de Cinema
- Melhor Fotografía - Lauro Escorel (Indicado)
- Melhor Figurino - Valeria Stefani, Rita Murtinho (Indicado)
- Melhor Trilha Sonora - Cristóvão Bastos (Indicado)
- Melhor Atriz Coadjuvante - Elke Maravilha (Indicada)[5]